# Groenkeelhoningzuiger
De groenkeelhoningzuiger (Chalcomitra rubescens synoniem: Nectarinia rubescens) is een zangvogel uit de familie Nectariniidae (honingzuigers).

## Verspreiding en leefgebied
- C. r. crossensis: zuidoostelijk Nigeria en zuidwestelijk Kameroen.
- C. r. stangerii: Bioko.
- C. r. rubescens: van centraal Kameroen tot zuidelijk Soedan, Oeganda, westelijk Kenia, noordwestelijk Tanzania, noordwestelijk Zambia en noordelijk Angola.